# Drymini
Tribu
Les Drymini sont une tribu d'insectes hémiptères du sous-ordre des hétéroptères (punaises), de la famille des Rhyparochromidae (ou des Lygaeidae selon les classifications) et de la sous-famille des Rhyparochrominae.

## Liste des genres
Appolonius - 
Austrodrymus - 
Borneodrymus - 
Brachydrymus - 
Brentiscerus - 
Carvalhodrymus - 
Drymus - 
Entisberus - 
Eremocoris - 
Gastrodes - 
Gastrodomorpha - 
Grossander - 
Heissodrymus - 
Ischnocoris - 
Lamproplax - 
Lemnius - 
Malipatilius - 
Megadrymus - 
Notochilus - 
Paradrymus - 
Pseudodrymus - 
Retoka - 
Retrodrymus - 
Scolopostethus - 
Scolopostethus - 
Taphropeltus - 
Thaumastopus